# AZS Politechnika Warszawska
AZS Politechnika Warszawska ist eine polnische Basketballprofimannschaft. Der in Warschau beheimatete Verein spielt seit 2011  in der Polska Liga Koszykówki (deutsch Polnische Basketball-Liga). Bemerkenswert ist, dass im Kader keine ausländischen Profis spielen.

## Trainerstab
- Head-Coach: Mladen Starcević
- Co-Trainer: Arkadiusz Miłoszewski
- Physiotherapeut: Maciej Piechota

## Erfolge
Meister der 2. Liga in der Saison 2010/2011

## Sonstiges
Die Vereinsfarben sind Weiß, Grün und Blau.